# 가타야마 내각
가타야마 내각(일본어: 片山内閣)은 중의원 의원, 일본사회당 위원장 가타야마 데쓰가 제46대 내각총리대신으로 임명되어, 1947년 5월 24일부터 1948년 3월 10일까지 존재한 일본의 내각이다.

## 재직 기간
- 1947년(쇼와 22년) 5월 24일 ~ 1948년(쇼와 23년) 3월 10일
- 재직 일수 : 292일

## 개요
일본국 헌법하에서 국회의 지명으로 내각 조성을 실시한 최초의 내각이다. 제23회 중의원 의원 총선거에서 비교 제1당이 된 일본사회당을 중심으로 민주당·국민협동당에서도 각료를 얻어서 연립 내각으로 구성했다. 무산 정당의 의원이 수상을 맡는 내각으로서는 처음이다.
그러나 가타야마는 본래 요시다 시게루가 이끄는 자유당을 포함한(일본 공산당을 제외) ‘거국 일치 내각’을 목표로 하고 있었지만 자유당이 입각에 난색을 나타냈기 때문에 내각 조성에 난항을 겪기도 했다. 철저한 반공주의로 울리는 요시다와 자유당 간사장의 오노 반보쿠는 당수 회담의 석상에서 “오늘의 내각회의의 기밀을 내일은 모스크바에 누설할 분자(용공의 사회당 좌파)가 있는 사회당 정권에는 참가할 수 없다”, “아무래도 입각해 주었으면 하면 (사회당)좌파를 잘라주었으면 좋겠다”라고 요구했다. 어쩔수 없이 1947년 5월 24일에 가타야마의 단독으로 친임식을 받아 임명된 각료 대부분의 임시 대리가 되는 단독 내각으로서의 발족이 되었다.
요시다는 공식적으로 ‘용공’의 사회당 좌파가 있는 사회당 정권에는 들어가지 않는다라고 주장하고 있었지만 실제로는 4당 연립에 의한 불안정한 정권 운영을 예측하면서 함께 무너질 수 있다는 우려를 나타내며 연립에 참여하지 않았다고 여겨진다. 요시다의 예견은 다음 해가 되면서 현실화했다. 결국 자유당에서는 각료를 얻지 못하고 3당을 중심으로 1947년 6월 1일에 각료 인사가 정해지면서 가타야마 내각이 본격적으로 발족되었다. 각료의 분담은 사회당 7명, 민주당 7명, 국민협동당 2명, 녹풍회 1명으로 각 당의 밸런스를 중시한 ‘당파 균형 내각’이었지만 외상, 대장상 등의 주요 각료에게는 사회당 의원을 충당하지 못하고 인재 부족을 드러낸 후에 사회당 좌파로부터의 입각 없이 불안정한 정국을 예감시켰다.
가나가와 세무서 직원 순직 사건으로 불법 밀주 제조업자에 의한 양조·탈세 사건은 정부의 경제 긴급 대책의 성공 여부에 걸리는 중대한 문제라고 판단해 부처간의 연계를 강화시켰다.
가타야마 내각 당시에는 공무원의 ‘공복’화를 목표로 하는 국가 공무원법의 제정, 내무성의 해체, ‘자치단체경찰’을 창설하는 경찰제도의 개혁, 노동성의 설치, 실업 보험의 창설, 봉건적 가족제도의 폐지를 목표로 한 개정 민법의 제정, 형법 개정, 임시 석탄 광업 관리법(통칭 ‘탄갱 국가관리법’) 등이 실현되었다. 그 중에서도 탄갱 국가관리법은 사회주의 정책을 구현화한 사회당의 법안이며 가타야마 총리도 그 법안에 대해 의욕적이었다. 그러나 산업계로부터 거센 반발을 받아 야당인 자유당 뿐만 아니라 여당인 민주당내에서도 난색을 표했기 때문에 법안은 성립했지만 정권의 취약함을 드러내기도 했다.
탄갱 국가관리 법안을 채결할 당시 민주당 시데하라 기주로파의 반역과 탈당, 사회당 우파내에서의 세력 다툼(니시오 스에히로 관방장관과 히라노 리키조 농림상과의 갈등), 사회당 좌파의 반역에 의한 보정 예산의 부결 등 내부 대립이 표면화해 결국 정권 운영에 막혀 가타야마는 1948년 2월 10일에 퇴진을 표명했다.

## 국무대신

### 각료
| 직책         | 대수      | 성명                              | 성명                | 의석·출신 당파                | 재임 기간                          |
| ------------ | --------- | --------------------------------- | ------------------- | ----------------------------- | ---------------------------------- |
| 내각총리대신 | 46        |                                   | 가타야마 데쓰       | 중의원 의원 일본사회당 위원장 | 1947년 5월 24일 ~ 1948년 3월 10일  |
| 부총리       |           |                                   | 아시다 히토시       | 중의원 의원 민주당 총재       | 1947년 6월 1일 ~ 1948년 3월 10일   |
| 외무대신     |           |                                   | 아시다 히토시       | 중의원 의원 민주당 총재       | 1947년 6월 1일 ~ 1948년 3월 10일   |
| 내무대신     |           |                                   | 기무라 고자에몬     | 중의원 의원 민주당            | 1947년 6월 1일 ~ 1947년 12월 31일  |
| 대장대신     |           |                                   | 야노 쇼타로         | 중의원 의원 민주당            | 1947년 6월 1일 ~ 1947년 6월 25일   |
| 대장대신     |           |                                   | 구루스 다케오       | 참의원 의원 료쿠후카이        | 1947년 6월 25일 ~ 1948년 3월 10일  |
| 사법대신     |           |                                   | 스즈키 요시오       | 중의원 의원 일본사회당        | 1947년 6월 1일 ~ 1948년 2월 15일   |
| 법무총재     | 1         | 1948년 2월 15일 ~ 1948년 3월 10일 | 스즈키 요시오       | 중의원 의원 일본사회당        |                                    |
| 문부대신     |           |                                   | 모리토 다쓰오       | 중의원 의원 일본사회당        | 1947년 6월 1일 ~ 1948년 3월 10일   |
| 후생대신     |           |                                   | 히토쓰마쓰 사다요시 | 중의원 의원 민주당            | 1947년 6월 1일 ~ 1948년 3월 10일   |
| 농림대신     |           |                                   | 히라노 리키조       | 중의원 의원 일본사회당        | 1947년 6월 1일 ~ 1947년 11월 4일   |
| 농림대신     | 임시 대리 |                                   | 가타야마 데쓰       | 중의원 의원 일본사회당 위원장 | 1947년 11월 4일 ~ 1947년 12월 13일 |
| 농림대신     |           |                                   | 하타노 가나에       | 중의원 의원 일본사회당        | 1947년 12월 13일 ~ 1948년 3월 10일 |

- 상공대신

미즈타니 조자부로(일본사회당)
1947년 6월 1일 ~ 1948년 3월 10일
- 운수대신

도마베치 기조(민주당)
1947년 6월 1일 ~ 1947년 12월 4일
기타무라 도쿠타로(민주당)
1947년 12월 4일 ~ 1948년 3월 10일
- 체신대신

미키 다케오(국민협동당)
1947년 6월 1일 ~ 1948년 3월 10일
- 노동대신( ← 국무대신)

요네쿠보 미쓰스케(일본사회당)
(1947년 6월 1일 ~ )1947년 9월 1일 ~ 1948년 3월 10일
1947년 9월 1일에 신설, 국무대신(무임소)에 보직.
- 경제안정본부 총무장관

와다 히로오(료쿠후카이, 참의원 의원)
1947년 6월 1일 ~ 1948년 3월 10일
- 물가청 장관

가타야마 데쓰(사무 취급)
1947년 5월 27일 ~ 1947년 6월 1일
와다 히로오(겸임)
1947년 6월 1일 ~ 1948년 3월 10일
- 복원청 장관( → 국무대신)

사사모리 준조(국민협동당)
1947년 6월 1일 ~ 1947년 10월 15일( ~ 1948년 2월 1일)
1947년 10월 15일에 복원청이 폐지됨, 이것에 의해 사사모리는 국무대신(무임소).
- 배상청 장관( ← 국무대신)

사사모리 준조
1948년 2월 1일 ~ 1948년 3월 10일
1948년 2월 1일에 신설, 국무대신(무임소)에 보직.
- 행정조사부 총재

사이토 다카오(민주당)
1947년 6월 1일 ~ 1948년 3월 10일
- 건설원 총재

기무라 고자에몬
1948년 1월 1일 ~ 1948년 3월 10일
1948년 1월 1일에 신설, 내무상으로 전임.
- 지방재정위원회 위원장( ← 국무대신)

다케다 기이치(민주당)
(1947년 6월 1일 ~ )1948년 1월 7일 ~ 1948년 3월 10일
1948년 1월 7일에 신설, 국무대신(무임소)으로 보직.
- 국무대신 겸 내각관방장관

니시오 스에히로(일본사회당)
1947년 6월 1일 ~ 1948년 3월 10일
- 국무대신

하야시 헤이마(민주당)
1947년 6월 1일 ~ 1947년 11월 25일
- 법제국 장관

사토 다쓰오
1947년 6월 14일 ~ 1948년 3월 10일
- 내각관방차장(정무)

소네 에키(일본사회당)
1947년 6월 17일 ~ 1948년 3월 10일
1947년 6월 17일부터 정무·사무차장 2인 체제를 도입.
- 내각관방차장(사무)

다키가와 스에카즈
1947년 6월 10일 ~ 1948년 3월 10일

### 정무 차관
- 외무 정무 차관

마쓰모토 다키조 : 1947년 6월 18일 ~ 1948년 3월 10일
- 내무 정무 차관

나가노 나가히로 : 1947년 6월 24일 ~ 1947년 12월 31일(내무성 폐지)
- 대장 정무 차관

고사카 젠타로 : 1947년 6월 18일 ~ 1948년 3월 10일
- 사법 정무 차관

사타케 하루키 : 1947년 6월 18일 ~ 1948년 1월 20일
사카키바라 지요 : 1948년 1월 21일 ~ 1948년 2월 14일(사법성 폐지)
- 법무 정무 차관

사카키바라 지요 : 1948년 2월 15일 ~ 1948년 3월 10일
- 문부 정무 차관

나가에 가즈오 : 1947년 6월 18일 ~ 1948년 3월 10일
- 후생 정무 차관

가네미쓰 요시쿠니 : 1947년 6월 18일 ~ 1948년 3월 10일
- 농림 정무 차관

이노우에 료지 : 1947년 6월 18일 ~ 1948년 3월 10일
- 상공 정무 차관

도미요시 에이지 : 1947년 6월 18일 ~ 1948년 3월 10일
- 운수 정무 차관

다나카 겐자부로 : 1947년 6월 18일 ~ 1948년 3월 10일
- 체신 정무 차관

시이쿠마 사부로 : 1947년 6월 18일 ~ 1948년 3월 10일
- 노동 정무 차관

도이 나오사쿠 : 1947년 9월 1일 ~ 1948년 3월 10일